# Resolució 1611 del Consell de Seguretat de les Nacions Unides
La Resolució 1611 del Consell de Seguretat de les Nacions Unides fou adoptada per unanimitat el 7 de juliol de 2005. Després de reafirmar els principis de la Carta de les Nacions Unides i les resolucions 1373 (2001) i 1566 (2004), el Consell va condemnar els atemptats de Londres del 7 de juliol de 2005.
El Consell de Seguretat va reafirmar la necessitat de combatre les amenaces a la pau i la seguretat internacionals causades per actes terroristes i va condemnar els atemptats a Londres, on hi va haver molts morts i ferits. Va expressar simpatia i condol a les famílies de les víctimes i al poble i el govern del Regne Unit.
La resolució va demanar a tots els estats que cooperessin per portar els responsables a la justícia d'acord amb les seves obligacions derivades de la Resolució 1373. Finalment, el Consell va concloure expressant la seva determinació per combatre totes les formes de terrorisme.